# NGC 7157
NGC 7157 este o galaxie situată în constelația Peștele Austral. A fost descoperită în 1886 de către Francis Leavenworth.